# Equacions de Bloch de semiconductors

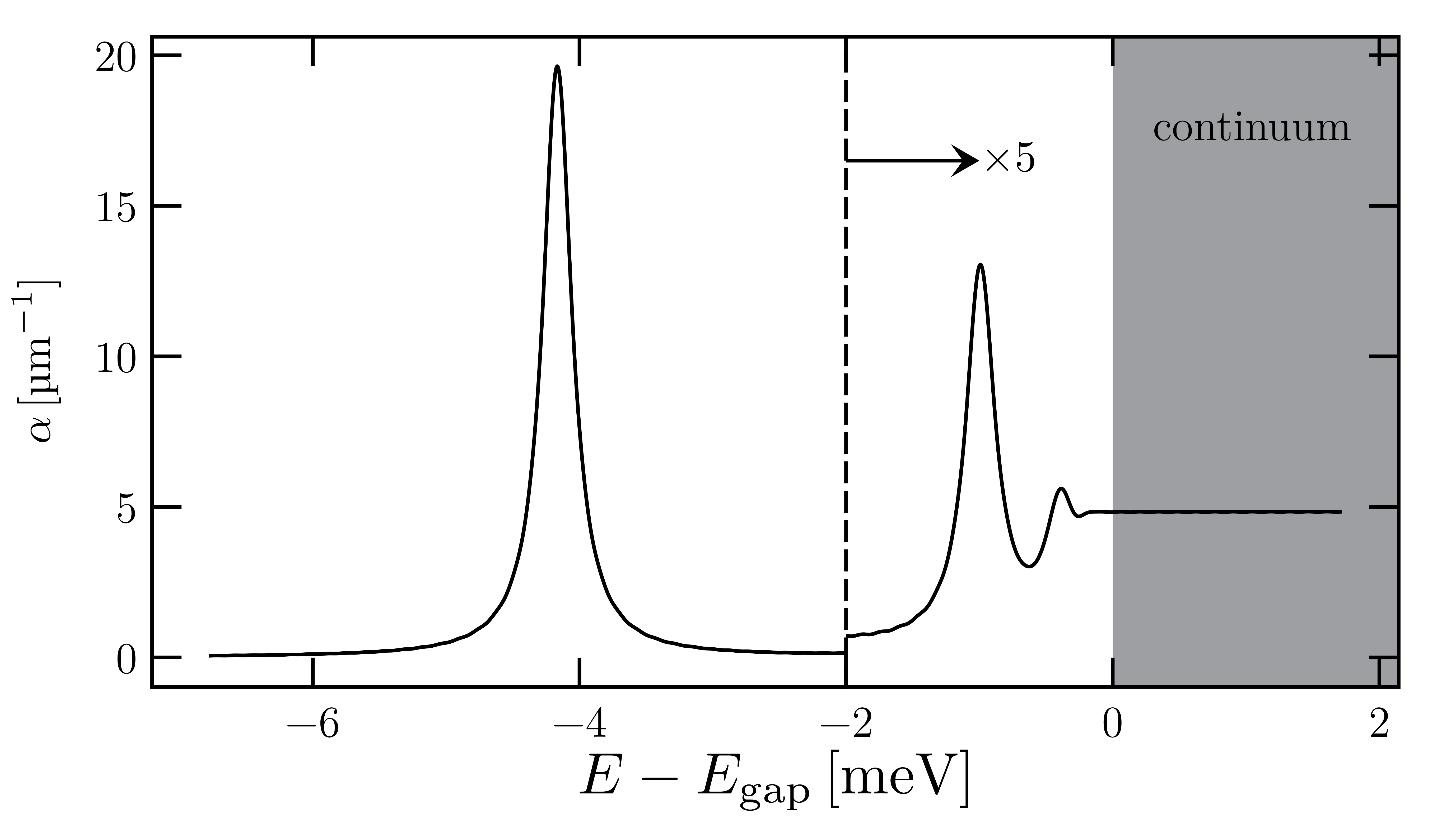
Espectre d'absorció lineal característic de GaAs a granel utilitzant SBE de dues bandes. La decadència de la polarització s'aproxima amb una constant de decadència i es calcula en funció de l'energia fotogràfica del camp de bomba. L'energia es desplaça respecte a l'energia de banda buida i el semiconductor està inicialment sense excitació. A causa de la petita constant de desfasament utilitzada, diverses ressonàncies excitòniques apareixen molt per sota de l'energia bandgap. La magnitud de les ressonàncies d'alta energia es multiplica per 5 per a la visibilitat.

Les equacions de Bloch de semiconductors (abreujats com a SBE) descriuen la resposta òptica dels semiconductors excitats per fonts de llum clàssiques coherents, com ara els làsers. Es basen en una teoria quàntica completa i formen un conjunt tancat d'equacions integro-diferencials per a la dinàmica quàntica de la polarització microscòpica i la distribució de portadors de càrrega. Els SBE reben el nom de l'analogia estructural amb les equacions òptiques de Bloch que descriuen la dinàmica d'excitació en un àtom de dos nivells que interactua amb un camp electromagnètic clàssic. Com a complicació principal més enllà de l'enfocament atòmic, els SBE han d'abordar les interaccions de molts cossos resultants de la força de Coulomb entre les càrregues i l'acoblament entre les vibracions de la xarxa i els electrons.
La resposta òptica d'un semiconductor se segueix si es pot determinar la seva polarització macroscòpica {\displaystyle \mathbf {P} } en funció del camp elèctric {\displaystyle \mathbf {E} } que l'excita.
La dinàmica quàntica de les excitacions òptiques produeix equacions integro-diferencials que constitueixen els SBE
{\displaystyle \mathrm {i} \hbar {\frac {\partial }{\partial t}}P_{\mathbf {k} }={\tilde {\varepsilon }}_{\mathbf {k} }P_{\mathbf {k} }-\left[1-f_{\mathbf {k} }^{e}(t)-f_{\mathbf {k} }^{h}(t)\right]\Omega _{\mathbf {k} }+\mathrm {i} \hbar \left.{\frac {\partial }{\partial t}}P_{\mathbf {k} }\right|_{\mathrm {scatter} }\,,}
{\displaystyle \hbar {\frac {\partial }{\partial t}}f_{\mathbf {k} }^{e}=2\operatorname {Im} \left[\Omega _{\mathbf {k} }^{\star }P_{\mathbf {k} }\right]+\hbar \left.{\frac {\partial }{\partial t}}f_{\mathbf {k} }^{e}\right|_{\mathrm {scatter} }\,}
{\displaystyle \hbar {\frac {\partial }{\partial t}}f_{\mathbf {k} }^{h}=2\operatorname {Im} \left[\Omega _{\mathbf {k} }^{\star }P_{\mathbf {k} }\right]+\hbar \left.{\frac {\partial }{\partial t}}f_{\mathbf {k} }^{h}\right|_{\mathrm {scatter} }\;.}
Els SBE són particularment útils per resoldre la propagació de la llum a través d'una estructura semiconductora. En aquest cas, cal resoldre els SBE juntament amb les equacions de Maxwell impulsades per la polarització òptica. Aquest conjunt autoconsistent s'anomena Maxwell-SBE i s'aplica amb freqüència per analitzar experiments actuals i per simular dissenys de dispositius.